# Zilkale

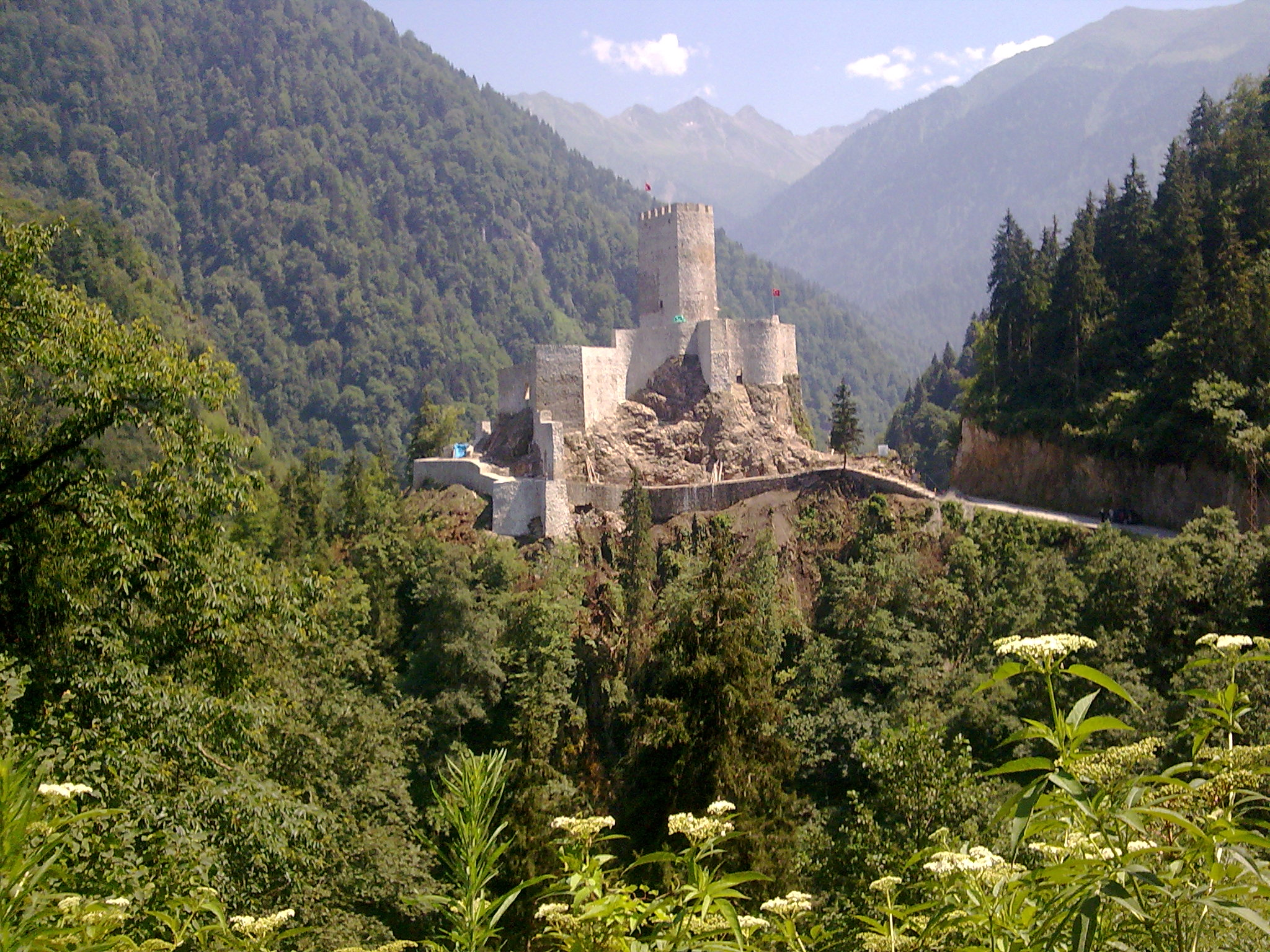
Murallas de Zilkale.

Zilkale es un castillo medieval situado en el Valle Fırtına (en turco: Fırtına Vadisi, es decir «Valle Tempestuoso»), y es una de las obras históricas más importantes en la región Çamlıhemşin (40° 55' 0N, 40° 57' 0E) de Rize. El castillo está construido a una altitud de 750 metros, y se encuentra en el borde de un acantilado con vistas al río Furtina a unos 100 metros más abajo. El castillo consta de muros exteriores, muros medios y un castillo interior. Hay cuarteles de guarnición, y una posible capilla y la torre de cabeza. Se cree que el castillo fue construido en los siglos XIV y XV.